# Vor dem Winter (album)
 (mars 2025).
Si vous disposez d'ouvrages ou d'articles de référence ou si vous connaissez des sites web de qualité traitant du thème abordé ici, merci de compléter l'article en donnant les références utiles à sa vérifiabilité et en les liant à la section « Notes et références ».
Albums de Charles Aznavour
König des Chansons
(1967) Melodie des Lebens
(1980)
Vor dem Winter (Avant l'hiver) est le 3e album studio allemand de Charles Aznavour, il est sorti en 1978.

## Liste des chansons
Les dix pistes de cet album sont :
| 1. | Vor dem Winter (Avant la guerre)              | Charles Aznavour, Adapt. Michael Kunze                   | 03:01 |
| 2. | Ab sofort (Désormais)                         | Charles Aznavour / Georges Garvarentz, Adapt. M. Frances | 03:08 |
| 3. | Venedig in Grau (Que c'est triste Venise)     | Françoise Dorin / Charles Aznavour, Adapt. D.R.          | 03:07 |
| 4. | Göttin deiner Zeit (Les filles d'aujourd'hui) | Charles Aznavour, Adapt. M. Frances                      | 03:31 |
| 5. | Du (You)                                      | Herbert Kretzmer / Charles Aznavour, Adapt. M. Frances   | 02:46 |

| 6.  | Kameraden (Camarade)                           | Jacques Plante / Charles Aznavour, Adapt. M. Frances                   | 03:17 |
| 7.  | Wie Verrückte zu leben (Idiote je t'aime)      | Charles Aznavour / Georges Garvarentz, Adapt. M. Frances               | 02:56 |
| 8.  | Mehr brauch' ich nicht zum Leben (It's heaven) | Charles Aznavour - Sheila Miller / Charles Aznavour, Adapt. M. Rebesky | 04:10 |
| 9.  | Ciao, immer Ciao (Ciao mon cœur)               | Charles Aznavour / Georges Garvarentz, Adapt. T. Neuhauser             | 02:20 |
| 10. | Was vor dir war (Tes yeux, mes yeux)           | Erich Segal / Charles Aznavour, Adapt. M. Frances                      | 03:26 |